# Music Industry Awards 2015

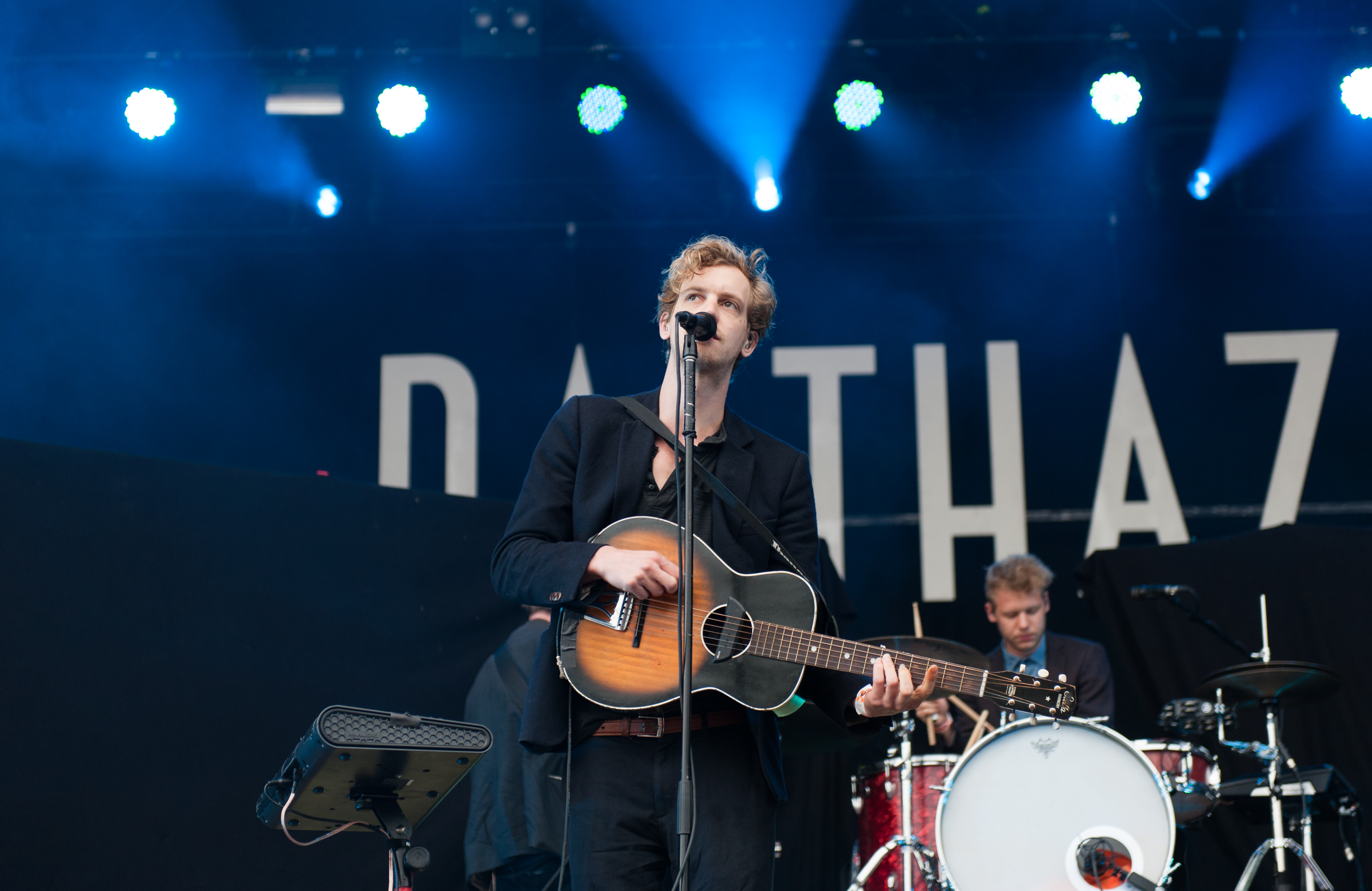
Balthazar won voor de derde keer de MIA voor beste album. Daarnaast wonnen ze nog twee andere awards, waarmee ze de meeste MIA's van de avond wonnen.

De Music Industry Awards of MIA's van 2015 werden toegekend op 21 januari 2016 in de AED Studios te Lint. Het was de negende editie van de MIA's. Presentator was Tom Lenaerts. 
Op voorhand golden Balthazar en Tourist LeMC als grote favorieten, met respectievelijk vijf en vier nominaties. Balthazar wist drie nominaties te verzilveren, waarmee ze de grote winnaar werden. Ze scoorden ook een primeur: alle albums die ze uitbrachten werden bekroond met een MIA voor Beste album. Geen enkele artiest evenaarde dit tot nu toe. Tijdens de prijenshow die plaatsvond in de AED-studio's van Lint waren er verschillende optredens voorzien van Lost Frequencies, Emma Bale, Black Box Revelation, Stan Van Samang, Oscar and the Wolf en Will Tura. Die laatste kreeg de Lifetime Achievement Award, een prijs voor zijn hele carrière.  

## Optredens
| Artiesten                              | Nummers           |
| -------------------------------------- | ----------------- |
| Emma Bale                              | All I Want        |
| Bazart                                 | Goud              |
| Balthazar                              | Then What         |
| Black Box Revelation                   | Gloria            |
| Oscar and the Wolf (met Raving George) | You're Mine       |
| Lost Frequencies                       | Reality           |
| Tourist LeMC                           | Koning Liefde     |
| Will Tura                              | Het kan niet zijn |

## Genomineerden en winnaars 2015
Hieronder de volledige lijst van genomineerden en winnaars (vet) in elke categorie.
| Categorie        | Genomineerden Winnaars                                                                            | Voor                                                                    | Uitgereikt door        |
| ---------------- | ------------------------------------------------------------------------------------------------- | ----------------------------------------------------------------------- | ---------------------- |
| Hit van het jaar | Emma Bale Dimitri Vegas & Like Mike Lost Frequencies feat. Janieck Devy Stan Van Samang           | All I want Higher Place Reality Een ster                                | publiek via televoting |
| Album            | Balthazar Selah Sue STUFF. Tourist Lemc                                                           | Thin Walls Reason STUFF. En Route                                       | muziekindustrie        |
| Beste groep      | Balthazar Black Box Revelation Isbells The Van Jets                                               |                                                                         | publiek                |
| Solo man         | Oscar and the Wolf Stan Van Samang Stromae Tourist Lemc                                           |                                                                         | publiek                |
| Solo vrouw       | Chantal Acda Selah Sue Slongs Dievanongs Trixie Whitley                                           |                                                                         | publiek                |
| Videoclip        | Balthazar Dimitri Vegas & Like Mike vs Ummet Ozcan Raving George feat. Oscar and the Wolf Stromae | Bunker (Vuurwerk Endless Summer Remix) The Hum You're Mine Quand c'est? | muzieksector           |
| Pop              | Emma Bale Oscar and the Wolf Selah Sue Stan Van Samang                                            |                                                                         | publiek                |
| Nederlandstalig  | Arbeid Adelt! De Mens Het Zesde Metaal Tourist Lemc                                               |                                                                         | publiek                |
| Dance            | Dimitri Vegas & Like Mike Lost Frequencies Netsky Raving George / Charlotte de Witte              |                                                                         | publiek                |
| Alternative      | Balthazar Black Box Revelation Raketkanon STUFF.                                                  |                                                                         | publiek                |
| Vlaams populair  | Christoff De Romeo's Lindsay Lissa Lewis                                                          |                                                                         | publiek                |
| Live act         | Balthazar Oscar and the Wolf Raketkanon STUFF.                                                    |                                                                         | muziekindustrie        |
| Doorbraak        | Emma Bale Lost Frequencies Tourist Lemc Tout Va Bien                                              |                                                                         | publiek                |
| Auteur/componist | Bram Van Parys Johannes Faes Trixie Whitley Wannes Capelle                                        |                                                                         | muziekindustrie        |
| Muzikant(e)      | Bert Dockx Lander Gyselinck Nicolas Rombouts Robin Verheyen                                       |                                                                         | muziekindustrie        |
| Artwork          | Bed Rugs Chantal Acda STUFF. The Hickey Underworld                                                | Cycle The sparkle in our flaws STUFF. Ill                               | muziekindustrie        |

Daarnaast won Will Tura een Lifetime Achievement Award en werd Zjef Vanuytsel postuum geëerd.

## Aantal MIA's en nominaties

### Nominaties
| Aantal nominaties | Artiest                   |
| ----------------- | ------------------------- |
| 5                 | Balthazar                 |
| 4                 | Tourist Lemc              |
| 4                 | STUFF.                    |
| 3                 | Emma Bale                 |
| 3                 | Oscar and the Wolf        |
| 3                 | Dimitri Vegas & Like Mike |
| 3                 | Lost Frequencies          |
| 3                 | Stan Van Samang           |
| 2                 | Trixie Whitley            |
| 2                 | Chantal Acda              |
| 2                 | Charlotte de Witte        |
| 2                 | Stromae                   |
| 2                 | Black Box Revelation      |

### Awards
| Aantal awards | Artiest            |
| ------------- | ------------------ |
| 3             | Balthazar          |
| 2             | Oscar and the Wolf |
| 2             | Tourist Lemc       |
| 2             | Stromae            |

## Trivia
Na de liveshow van de MIA's steeg de Hit van het jaar Een ster van plaats 38 naar 20 in de Ultratop, dit al in zijn 38e week. 
Grote winnaar Balthazar steeg van plaats 18 naar 10 met hun winnend album. Ook de debuut-ep van Emma Bale maakte een sprong naar plaats 14 (+10). Voor de rest had de liveshow weinig impact op de hitlijsten. 